# Pelastoneurus obscoenus
Pelastoneurus obscoenus är en tvåvingeart som först beskrevs av Christian Rudolph Wilhelm Wiedemann 1830.  Pelastoneurus obscoenus ingår i släktet Pelastoneurus och familjen styltflugor.
Artens utbredningsområde är Kongo. Inga underarter finns listade i Catalogue of Life.